# Chai Biao
Chai Biao (en chino: 柴飚; Hengyang, 10 de octubre de 1990) es un deportista chino que compitió en bádminton, en la modalidad de dobles.
Ganó una medalla de bronce en el Campeonato Mundial de Bádminton de 2017. Participó en dos Juegos Olímpicos de Verano, ocupando el quinto lugar en Londres 2012 y el cuarto en Río de Janeiro 2016, en la prueba de dobles.

## Palmarés internacional
| Campeonato Mundial | Campeonato Mundial    | Campeonato Mundial | Campeonato Mundial |
| Año                | Lugar                 | Medalla            | Prueba             |
| ------------------ | --------------------- | ------------------ | ------------------ |
| 2017               | Glasgow (Reino Unido) | Medalla de bronce  | Dobles             |